# باول مايسونوف
باول مايسونوف (بالفرنسية: Paul Maisonneuve)‏ هو لاعب كرة قدم فرنسي في مركز الوسط، ولد في 22 ديسمبر 1986 في نيم في فرنسا. لعب مع نادي جازيليك أجاكسيو ونادي مارتيغ ونيم أولمبيك.

## وصلات خارجية
- باول مايسونوف على موقع قاعدة بيانات كرة القدم.إي يو (الإنجليزية)
- باول مايسونوف على موقع Soccerway.com (الإنجليزية)